# Kaap Verde

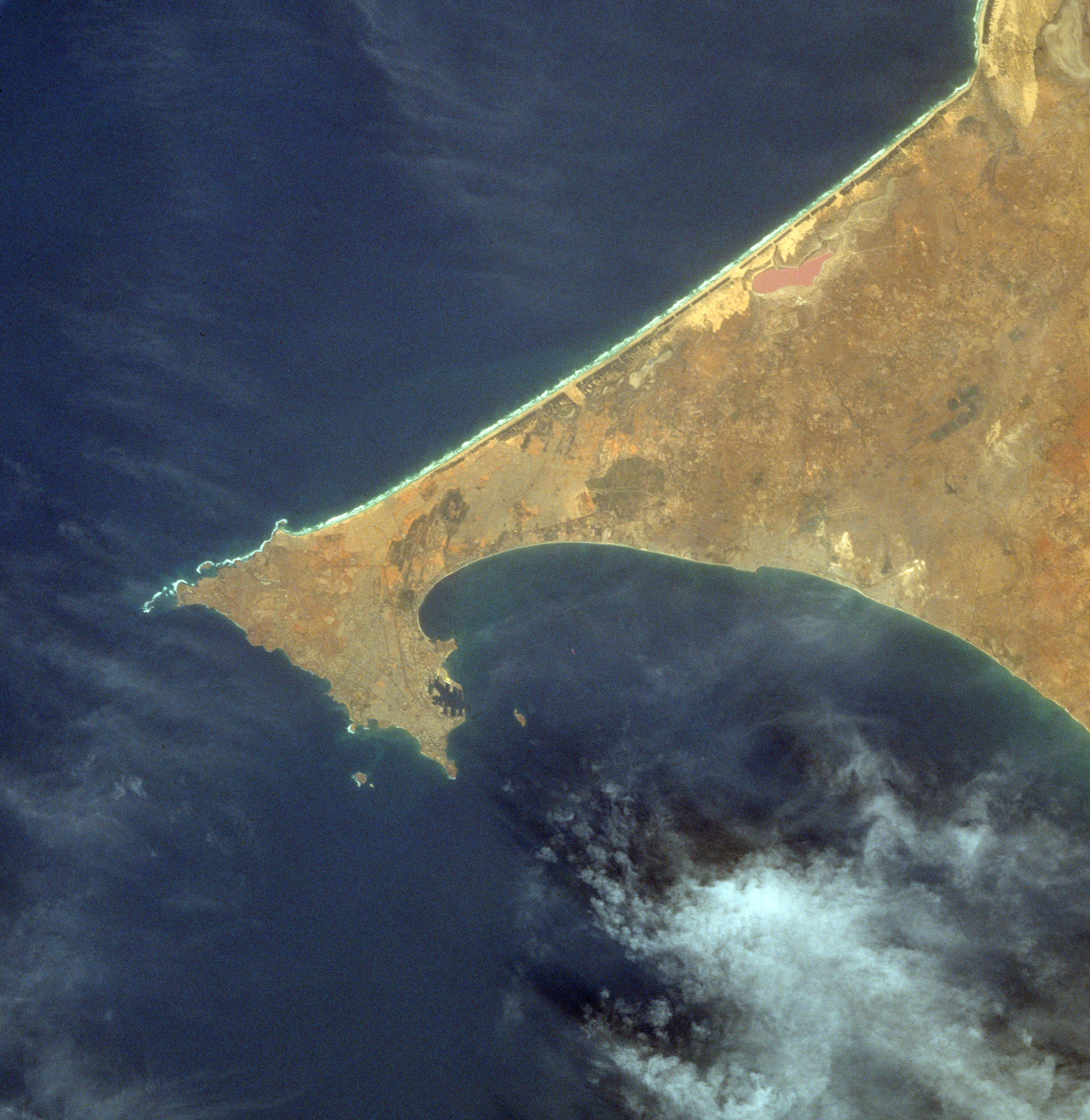
Het Kaapverdisch Schiereiland (bron: NASA)

Kaap Verde of het Kaapverdische Schiereiland is een kaap in Senegal. Op het schiereiland bevindt zich de Senegalese hoofdstad Dakar en het schiereiland valt nagenoeg samen met de regio Dakar. De kaap is het westelijkste punt van het Afrikaanse vasteland. 

## Kenmerken
Kaap Verde is een rotsachtig uitsteeksel vanuit het zandige vasteland van Senegal. Ooit was het een vulkanisch gevormd eiland, maar door afzetting van zand door de zeestroming werd het met de kust verbonden. 
Het oorspronkelijke eiland heeft een driehoekige vorm met zijdes van circa 15 km. De tweelingvulkaan, Les Deux Mamelles, domineert het landschap langs de noordwestkust. Het schiereiland met zijn baai aan de zuidkant vormt een natuurlijke haven. 

## Geschiedenis
De oorspronkelijke bewoners van het schiereiland, de Lebu, waren vissers en boeren. De Portugese ontdekkingsreiziger Dinis Dias ontdekte deze kaap in 1445 en noemde hem Cabo Verde, Groene Kaap, vanwege de weelderige begroeiing. De natuurlijke haven heeft sindsdien een belangrijke rol gespeeld in de Europese handel met Afrika en Indië.

## Kaap Verde vs. Kaapverdië
Kaap Verde moet niet verward worden met Kaapverdië (oorspronkelijk Ilhas de Cabo Verde of Kaapverdische Eilanden genoemd, officieel heet het land na zijn onafhankelijkheid Cabo Verde) dat zo'n 560 kilometer westelijker ligt in de Atlantische Oceaan. 